# Melanÿn
Mélanie Turpyn (née en Normandie) est une directrice éditoriale française chez Soleil Productions connue sous le nom Melanÿn comme scénariste de bande dessinée, auteure et scénariste de fictions audio-visuelles.

## Biographie
Après des études en métiers du livre et en management, Mélanie Turpyn entre à Lanfeust Mag comme secrétaire de rédaction, puis travaille pour la maison d'édition Soleil. En 2006, elle coordonne Les Chansons de Pascal Obispo en BD. En 2008, elle est nommée par Mourad Boudjellal directrice d'une collection d'adaptation en bande dessinée de classiques de la fantasy et de la science-fiction, Cherche futurs, poste qu'elle occupe toujours en 2017.
À partir de 2007, elle co-signe des scénarios d'albums de Christophe Arleston, qu'elle conseillait sur ses synopsis depuis son entrée à Lanfeust Mag. Ils écrivent ainsi ensemble les deux derniers albums du Chant d'Excalibur (2007-2010) et huit albums des Légendes de Troy (2009-2014).
2011 voit la publication du roman de science-fiction Mission M’Other, écrit en collaboration avec Pierre Bordage et illustré par Philippe Coriat dans la collection SnoopBook chez l'éditeur MC Productions,.  Toujours en 2011, elle crée chez Glénat avec le scénariste Christophe Arleston (qui signe, à l'occasion, de son vrai nom, Christophe Pelinq) et le dessinateur Vincent la série Chimère(s) 1887,, l'histoire d'une jeune fille confinée dans un bordel du Paris de 1887 dont six albums vont paraitre jusqu'en 2018 ,.

## Œuvres

### Bande dessinée
Melanÿn est scénariste de ces albums.
- Le Chant d’Excalibur t. 5 et 6, avec Christophe Arleston (scénario) et Éric Hübsch, Soleil, 2007-2010.
- Légendes de Troy : Tykko des sables[11], avec Christophe Arleston (scénario) et Nicolas Kéramidas, Soleil, 3 vol., 2009-2014.
- Les Guerrières de Troy[12], avec Christophe Arleston (scénario) et Dany (dessin), Soleil, 2 vol., 2010-2013.
- Légendes de Troy : Nuit Safran, avec Christophe Arleston (scénario) et Éric Hérenguel (dessin), Soleil, 2 vol., 2010-2012.
- Légendes de Troy : L’expédition d’Alunÿs[13], avec Christophe Arleston (scénario) et Éric Cartier (dessin), Soleil, 2010.
- Chimère(s) 1887, avec Christophe Pelinq (scénario) et Vincent (dessin), Glénat, coll. « Grafica », 6 vol., 2011-2018.
- Les Aventuriers de la mer t. 3 : Or ou sang (d'après Robin Hobb)[14], avec Dimat (dessin), Soleil, coll. « Cherche futurs », 2016.

### Roman
- Mission M’Other (avec Pierre Bordage, illustrations de Philippe Coriat), Toulon : MC Productions, 2011[5],[6].